# Dear Prudence
Dear Prudence è una canzone  scritta da John Lennon (e accreditata a Lennon-McCartney) del 1968, originariamente pubblicata come seconda traccia dell'album The Beatles, anche noto come White Album.

## Descrizione

### Origine e storia
La canzone parla di una benevola esortazione di John Lennon a Prudence Farrow, sorella minore dell'attrice Mia, ad uscire dalla sua stanza e condividere con loro i risultati delle lunghe sessioni di meditazione trascendentale all'interno della sua camera a Rishikesh. La ragazza, infatti, aveva persino smesso di mangiare tanto era assorta nella sua ricerca spirituale interiore. Dopo tre settimane in cui rimase chiusa nella sua stanza, George Harrison, seguito da John e Paul McCartney, cercò di portarla fuori dal suo stato di isolamento meditativo che, come affermato dalla stessa Prudence, la stava aiutando ad eliminare le grandi quantità di stress accumulato nel tempo . John e Paul presero le loro chitarre e le dedicarono questo brano recentemente composto da Lennon. La dedicataria del brano, riguardo l'ispirazione del brano, ha dichiarato in un'intervista che "ciò che ispirò la canzone fu che John vide la mia assoluta dedizione verso quel che stavo facendo, la mia intensità per acquisire qualunque cosa fosse necessaria al fine di sentirmi completa di nuovo" e che il celebre verso "Won't you come out to play?" ("Non vieni fuori a giocare?") si riferisce ad una domanda posta tra di loro: "Cosa significa essere più illuminati interiormente? In fondo significa essere in grado di giocare".

### Struttura musicale
L'arpeggio in re maggiore che accompagna la strumentazione durante tutto l'arco del brano fu insegnato a John Lennon da Donovan, anche lui ospite del Maharishi Mahesh Yogi. Un'altra particolarità di questo brano è che la batteria è suonata da Paul McCartney per sopperire al momentaneo abbandono volontario del gruppo da parte di Ringo Starr. Alle registrazioni del 29 agosto, realizzate ai Trident Studios, erano presenti, oltre ai tre Beatles, anche Mal Evans e Jackie Lomax che intervennero cantando in coro e battendo le mani, contribuendo così alle sovraincisioni del nastro base.

### Notizie e curiosità
Grazie al richiamo mediatico della presenza dei Beatles, molti giornalisti, attori, musicisti e vip vari si trasferirono in India nell'ashram del Maharishi per apprendere le sue tecniche di meditazione per "raggiungere" Dio. Infatti, oltre ai Beatles e alle loro partner, l'ashram accolse anche il cantante folk Donovan, Mike Love dei Beach Boys, Mia Farrow e sua sorella Prudence.
Con cori e battimani partecipò casualmente all'incisione del brano anche John McCartney, un cugino di Paul, che il 29 agosto 1968 era passato a salutarlo ai Trident Studios di Wardour Street.

## Formazione
- John Lennon - voce, chitarra, battiti di mani
- Paul McCartney - armonie vocali, cori, basso, batteria, piano, tamburello, flicorno soprano, battiti di mani
- George Harrison - armonie vocali, cori, chitarra solista, battiti di mani
- Mal Evans - cori
- Jackie Lomax - cori
- John McCartney - cori

## Cover
- Nel 1983 la band britannica Siouxsie and the Banshees ha registrato una cover del brano, uscita come singolo e che entrò nella top 10 inglese. Il genere è post-punk.
- Nel 1968 Ramsey Lewis reinterpretò Dear Prudence sul suo album Mother Nature's Son insieme ad altre canzoni dei Beatles.
- Nel 1970 Kenny Rankin registrò la canzone per il suo disco Family.
- Nel 1970, The Five Stairsteps pubblicarono una versione del brano come B-side della loro hit Oooh Child; il singolo raggiunse la posizione numero 49 in classifica.
- Nel 1976 Leslie West ha reinterpretato la canzone sul suo album The Leslie West Band.
- Nel 1973 il rocker australiano Doug Parkinson pubblicò una cover del brano che fu un successo da Top 20 in Australia.
- Negli anni Ottanta, la Jerry Garcia Band reinterpretò la canzone, la registrazione si può ascoltare nel loro album del 1991 Jerry Garcia Band.
- Nel 2000 Alanis Morissette cantò la canzone durante qualche suo concerto e la eseguì al John Lennon Tribute del 2001.
- Nel 2002 Brad Mehldau reinterpretò il brano nell'album Largo.
- Dana Fuchs, Evan Rachel Wood, Jim Sturgess, Joe Anderson e T.V. Carpio cantano la canzone nel film Across the Universe del 2007.
- Jaco Pastorius ha eseguito il brano sull'album Live in New York City - volume two.
- Hiram Bullock ha eseguito il brano sull'album From All Sides, nel 1986.